# Епархия Эльблонга
 Епархия Эльблонга  (лат. Dioecesis Elbingensis) — епархия Римско-Католической церкви с центром в городе Эльблонг, Польша. Епархия Эльблонга входит в митрополию Вармии. Кафедральным собором епархии Эльблонга является церковь святого Николая.

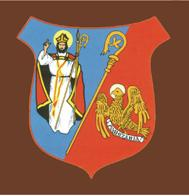
Герб епархии

## История
25 марта 1992 года Римский папа Иоанн Павел II издал буллу Totus tuus Poloniae populus, которой учредил епархию Эльблонга, выделив её из архиепархии Гданьска, архиепархии Вармии и епархии Пельплина.

## Ординарии епархии
- епископ Анджей Юзеф Сливиньский (25.03.1992 — 2.08.2003);
- епископ Ян Стырна (2.08.2003 — 10.05.2014)
- епископ Яцек Езерский (с 10.05.2014)

## Источник
- Annuario Pontificio, Libreria Editrice Vaticana, Città del Vaticano, 2003, ISBN 88-209-7422-3
- Булла Totus Tuus Poloniae populus, AAS 84 (1992), стp. 1099  (лат.)